# Mercedes-Benz M 119
M 119 – benzynowy silnik Mercedesa z 8 cylindrami w układzie V i 4 zaworami na cylinder, produkowany od 1989 do 1999 w różnych modelach osobowych Mercedesa. Była to konstrukcja z podwójną górną krzywką, zmiennymi fazami rozrządu po stronie dolotowej.
Silnik bazował na jednostkach M 116 i M 117. M119 występowały w różnych konfiguracjach różniących się pojemnością i mocą. Mniejszy z nich o kodzie wewnętrznym M 119.975 E42 o pojemności 4,2 l (4196 cm³) i spektrum mocy od 279-286 KM, klasyczny M 119.974 E50 o pojemności 5,0 l (4973 cm³) i 320-326 KM i cztery limitowane M 119.985 E50 5,0 L AMG (4973 cm³) – 347 KM, 6,0 l (5956 cm³) w wersjach kolejno AMG i Brabusa o różnych mocach, 6,3 L (6292 cm³) w wersji E60 AMG na podwoziu limuzyny W210 limitowanej do zaledwie dwóch sztuk o mocy 416 KM, który pochodził z firmy AMG – tunera współpracującego z Mercedesem i wreszcie wprowadzono także zmodyfikowaną, najmocniejszą odmianę – 6,5 l. Jednostka Brabusa osiągała moc 450 KM. Silnik 4,2 litra został wprowadzony na z początkiem lat 90. Do modeli średniej klasy W124 i luksusowego modelu S W140, jako mniejsza i słabsza alternatywa 5,0 litra. 
Mercedes w sierpniu 1993 roku przeprowadził face-lifting swojej palety aut osobowych w wyniku której już w 1992 roku lekko obniżono moc wszystkich model. Silniki łączono początkowo tylko z 4-biegową skrzynią automatyczną 722.4, lecz w późniejszych latach produkcji wprowadzono także 5-biegową 722.5, w efekcie obniżając zużycie paliwa. W ostatnich latach produkcji zastosowano nowocześniejszą 722.6, która zastąpiła 722.5. 
Silnik 4,2 l i 5,0 l występował także w następcy modelu W124. 4.2 znalazł się  w W210 E420, a także w modelu sportowym Mercedes E50 AMG, który zadebiutował w 1996, jako następca mariażu Mercedesa-Benza z firmą Porsche – modelu Mercedesa 500E. Z silnika tej konstrukcji skorzystał również tuner Mercedesa Brabus, który stworzył silnik 6,0 l, a później 6,5 l, obydwa na bazie silników AMG poprzez podniesienie pojemności i wymiany tłoków. Największy i najmocniejszy model 6,5 l bazujący na silniku 6,0 l osiągał moc 450 KM.
Następcą tego silnika jest model M 113 z 3-zaworami na cylinder, odznaczający się lepszą elastycznością i zużyciem paliwa.

## Różnice konstrukcyjne względem M 117

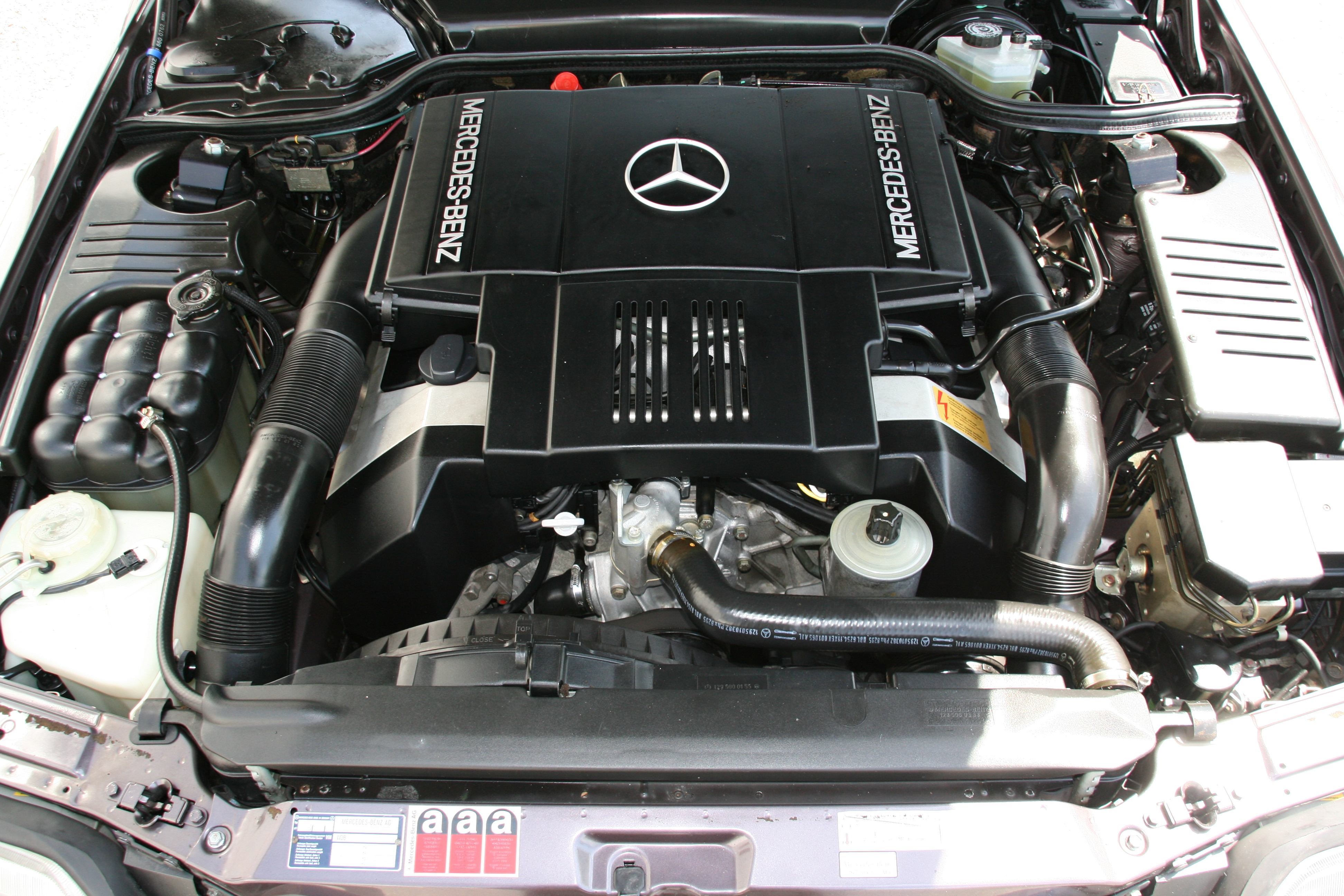
Silnik M 119

M119 różnił się od M117 w następujący sposób:
- W bloku silnika zastosowano inne uszczelki bezazbestowe co zapewnia lepszy przepływ oleju.
- Głowica cylindra była 4-zaworową jednostką aluminiową z dwoma wałkami rozrządu w głowicy.
- Korbowody są kute i umożliwiają chłodzenie tłoków natryskiwanym olejem.
- Tłoki są wykonane z odlewu aluminiowego pokrytego żelazem.
- Zastosowano ulepszony system tłumienia drgań.
- Aluminiowa miska olejowa ma przykręcane przegrody olejowe, które zapobiegają spienianiu się oleju silnikowego.
- Rozrząd wałka rozrządu zaworów dolotowych był regulowany hydro-mechanicznie do 20°

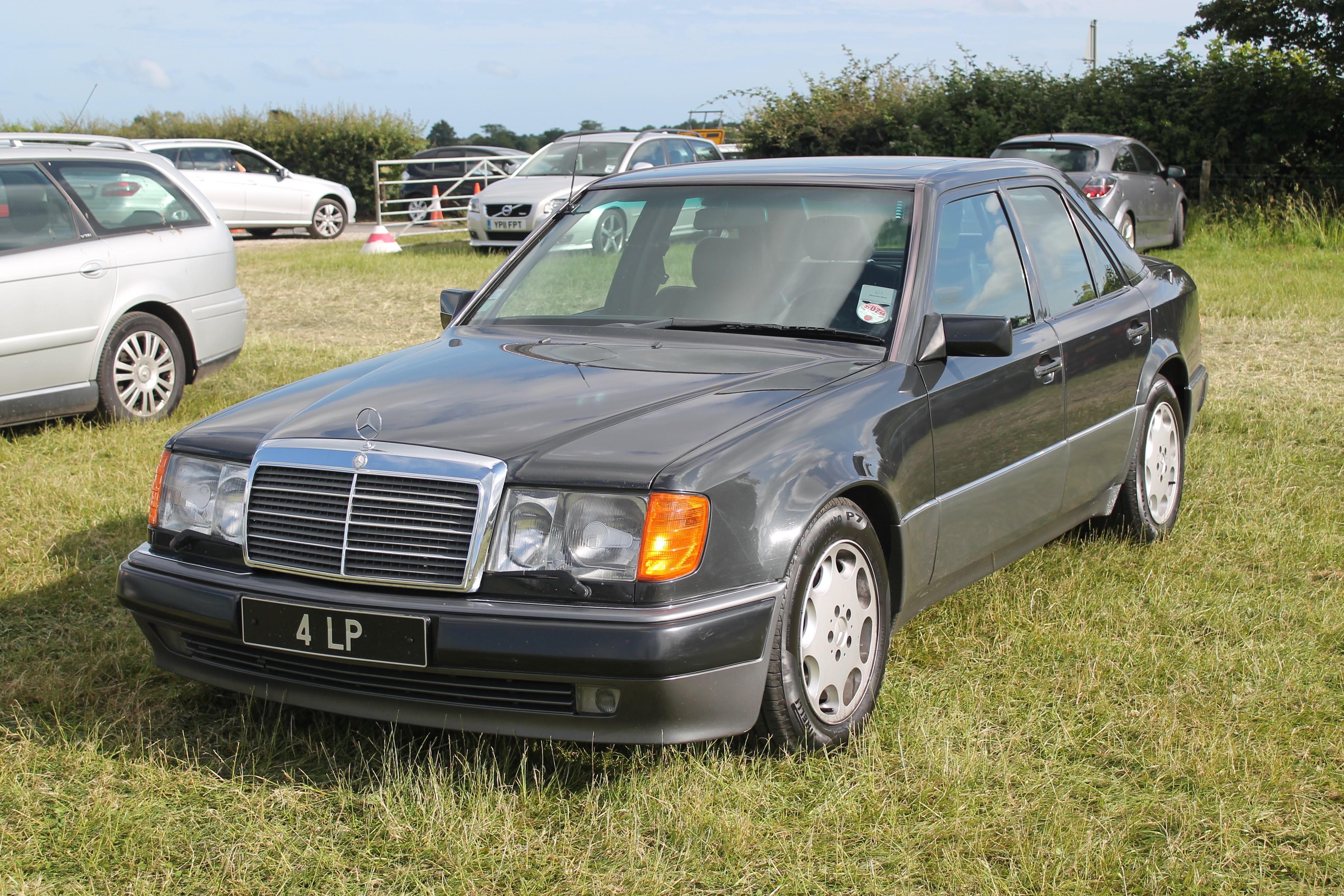
Mercedes-Benz W124 500E

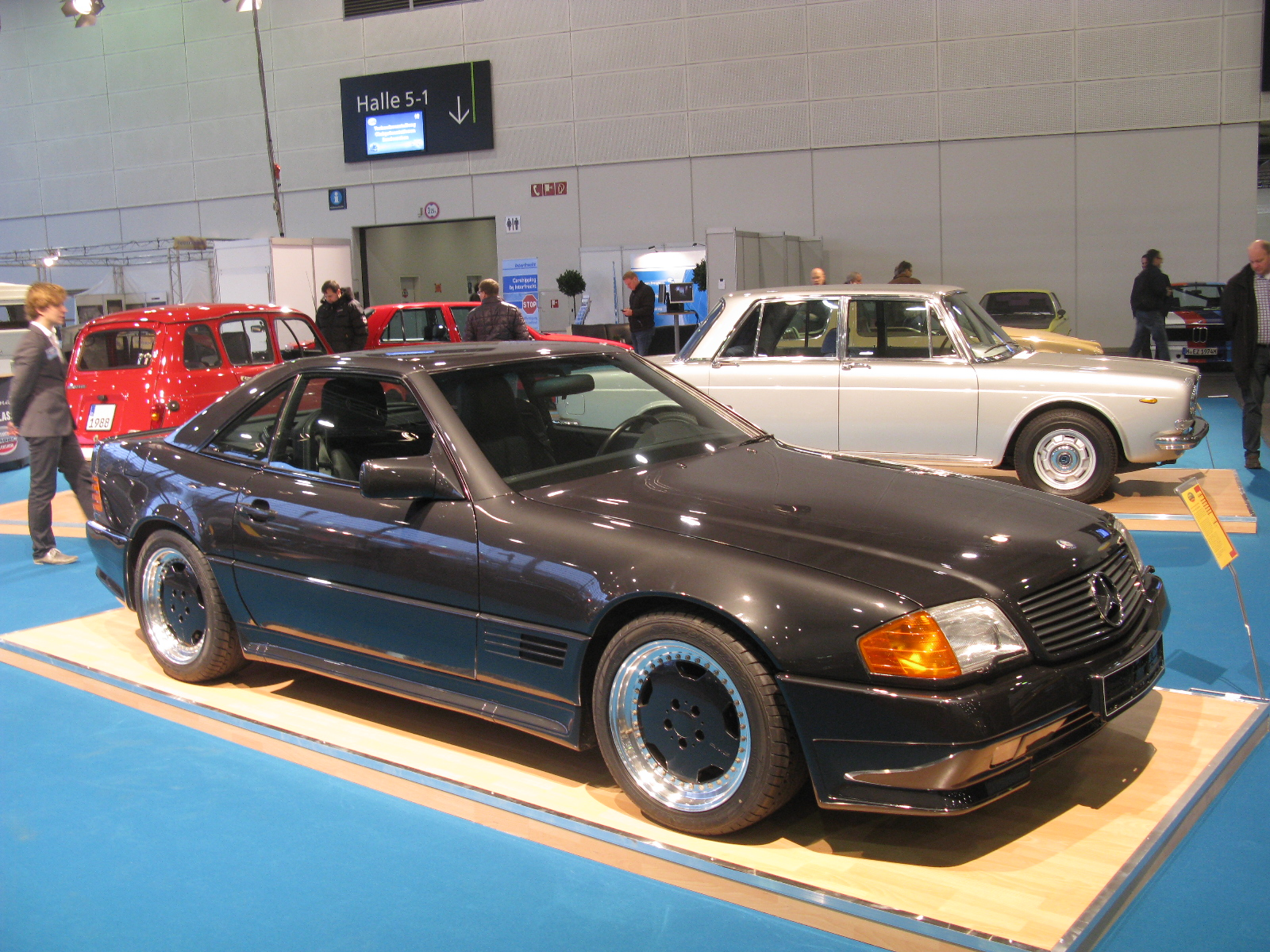
Mercedes-Benz SL 60 AMG

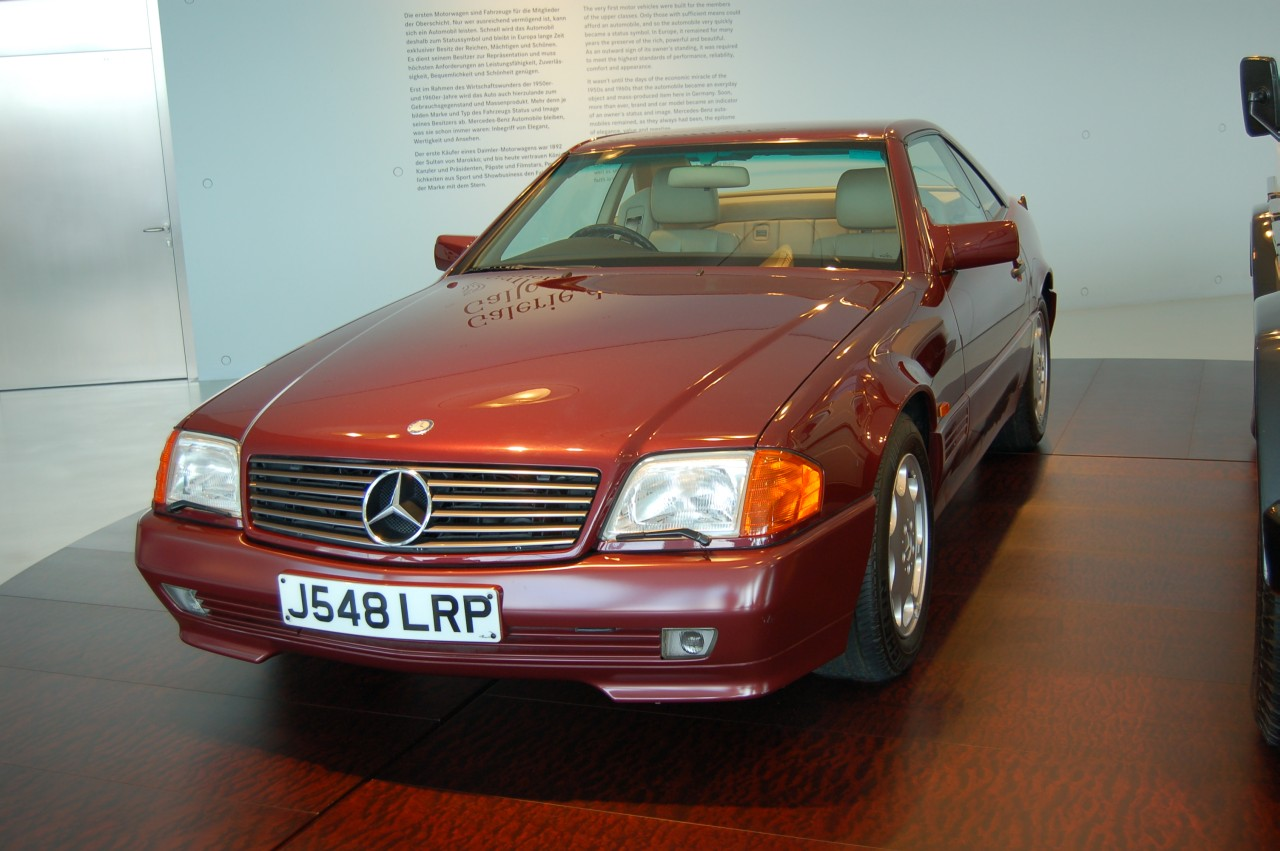
Mercedes-Benz R129 500 SL

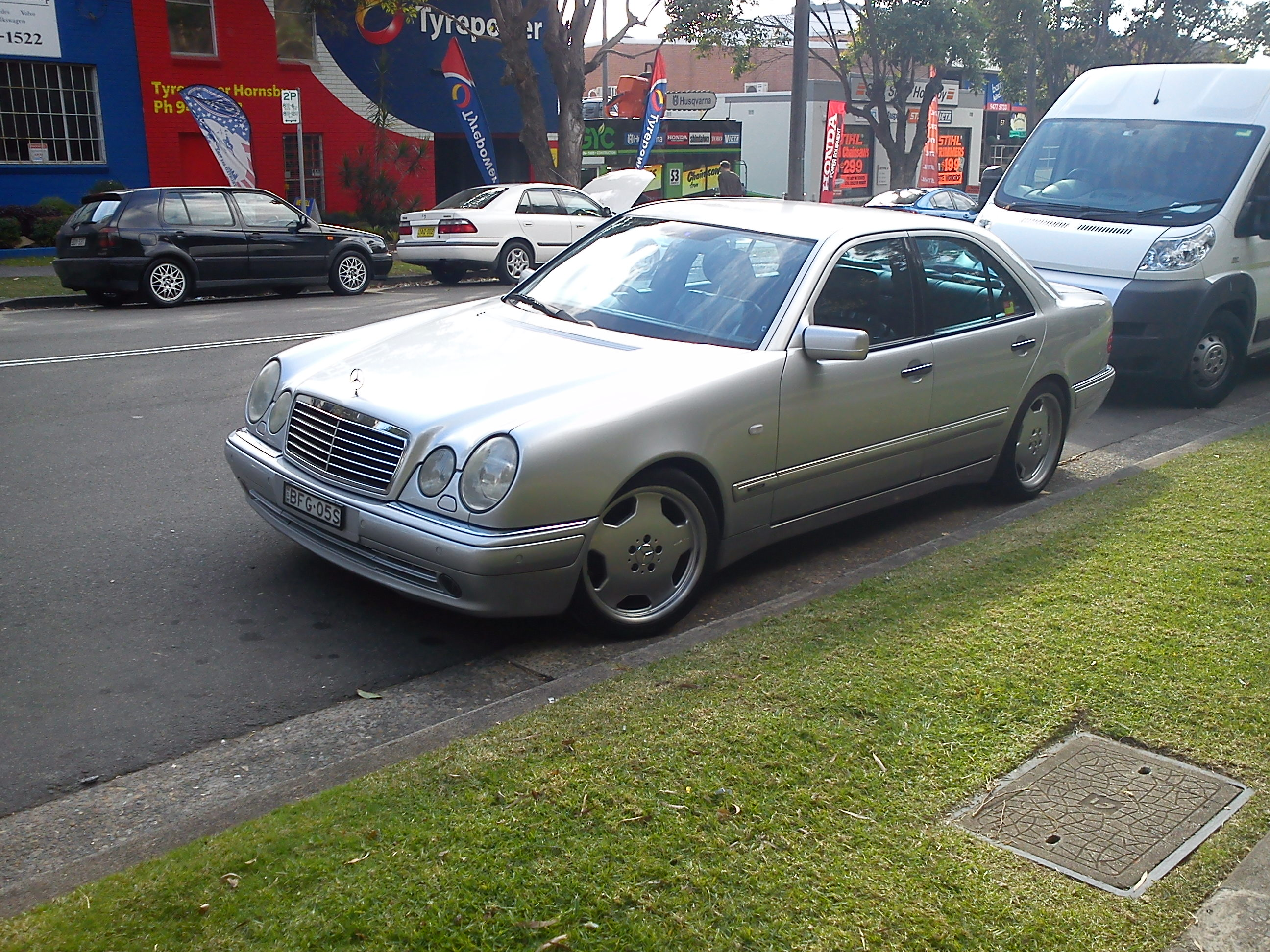
Mercedes-Benz ///AMG E50

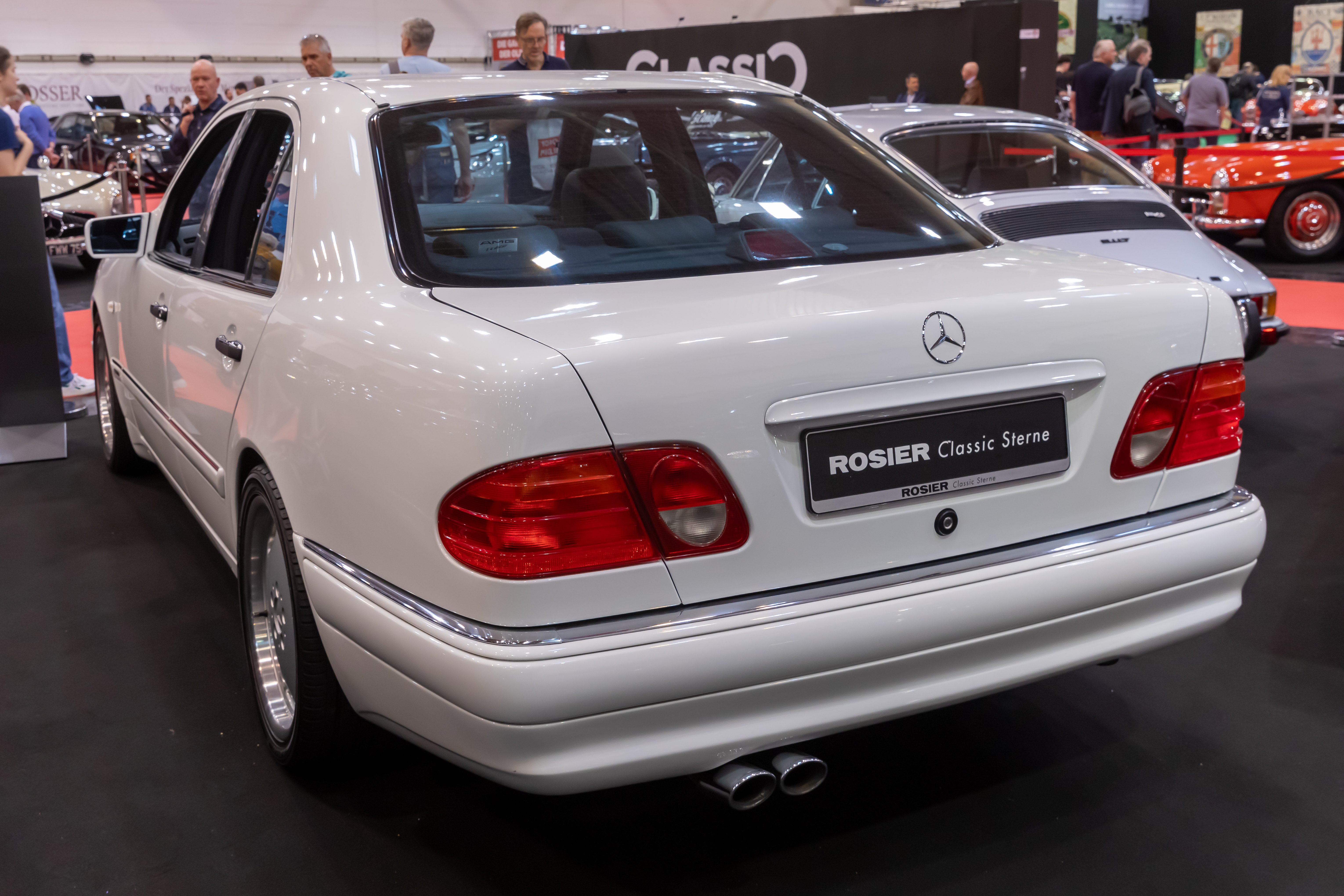
Mercedes-Benz ///AMG E60

## Specyfikacja wszystkich modeli marki Mercedes-Benz w jakich występował silnik M 119
| Nadwozie | Model / Rok produkcji | Kod Silnika | Liczba cylindrów / zaworów                                  | Średnica cylindra x skok tłoka (mm): | Pojemność skok. ccm³ | Stopień sprężania                                                                | Moc maksymalna (kW/KM) | Uzyskiwana przy obrotach (obr./min)       | Moment maksymalny (obr./min)                                  | Uzyskiwany przy obrotach (obr./min)             |
| W124.034 Sedan W124.034 Sedan W210 Sedan/Kombi W140.042/043 Sedan W140.042/043 Sedan W140.063 Coupé W140.063 Coupé | W124 400E (1991-1993) W124 E 420 (1993-1995) W210 E 420 (1996-1998) W140 400SE/400SEL (1991-1993) S 420/S 420L (1993-1998) C140 S 420 Coupé (1994-1996) C140 CL 420 (1996-1998)                                                                                           | M 119.975 E42 M 119.985 E42 M 119.971 E42 M 119.985 E42 | 8/32v [2g.] 8/32v [3g.] 8/32v [1g.] 8/32v [3g.]             | 92,0 × 78,9 (mm)                     | 4196 cm ³            | 11,0 : 1 11,0 : 1 11,0 : 1 10,0 : 1 11,0 : 1 11,0 : 1 11,0 : 1                   | (200) kW / (272) KM (USA) •(205) kW / (279) KM (EU/Japonia) (202) kW / (275) KM (USA) • (205) kW / (279) KM (EU) (202) kW / (275) KM (USA) • (205) kW / (279) KM (EU) (206) kW / (280) KM (USA) • (210) kW / (286) KM (EU/Japonia) (202) kW / (275) KM (USA) • (205) kW / (279) KM (EU) (202) kW / (275) KM (USA) • (205) kW / (279) KM (EU) (202) kW / (275) KM (USA) • (205) kW / (279) KM (EU)                                       | (5700 obr./min)                           | (400 Nm) (410 Nm) (400 Nm)                                    | (3900 obr./min)                                 |
| W124.036 Sedan W140.050/051 Sedan W140.070 Coupé R129 Roadster                                                     | W124 500E (1990-1992) W124 E500 (1992-1995) W140 500SE/500SEL (1991-1993) W140 S 500/S 500L (1993-1998) R129 500SL (1989-1992) R129 500SL (1992-1993) R129 SL 500 (1993-1995) R129 SL 500 (1995-1998)                                                                     | M 119.970 E50 M 119.972 E50 M 119.970 E50 M 119.980 E50 M 119.960 E50 M 119.974 E50 M 119.972 E50 M 119.980 E50                                                                                | 8/32v [2g.] 8/32v [3g.] 8/32v [1g.] 8/32v [2g.] 8/32v [3g.] | 96,5 × 85,0 (mm)                     | 4973 cm ³            | 10,0 : 1 11,0 : 1 10,0 : 1 11,0 : 1 10,0 : 1 10,0 : 1 11,0 : 1 11,0 : 1          | (236) kW / (322) KM (USA) • (240) kW / (326) KM (EU) (232) kW / (315) KM (USA) • (235) kW / (320) KM (EU) (236) kW / (322) KM (USA) • (240) kW / (326) KM (EU) (232) kW / (315) KM (USA) • (235) kW / (320) KM (EU) (236) kW / (322) KM (USA) • (240) kW / (326) KM (EU) (232) kW / (315) KM (USA) • (235) kW / (320) KM (EU) (232) kW / (315) KM (USA) • (235) kW / (320) KM (EU) (232) kW / (315) KM (USA) • (235) kW / (320) KM (EU) | (5700) (5600) (5700) (5600) (5500) (5600) | (480 Nm) (470 Nm) (480 Nm) (470 Nm) (450 Nm) 470 Nm) (470 Nm) | (3900 obr./min) (4000 obr./min) (3900 obr./min) |
| W210.072 Sedan | W210 E50 AMG (1996-1997) | M 119.985 E50 [AMG] | 8/32v [3g]                                                  | 96,5 × 85,0 (mm)                     | 4973 cm ³            | 11,0 : 1                                                                         | (255) kW / (347) KM (EU) | (5750)                                    | (480 Nm)                                                      | (3750-4250 obr./min)                            |
| W210.072 Sedan | W210 E60 AMG (1996-1998) | M 119.985 E60 [AMG] | 8/32v                                                       | 100,0 × 94,8 (mm)                    | 5956 ccm ³           | 11,0 : 1                                                                         | (280) kW / (381) KM (EU) | (5600)                                    | (580 Nm)                                                      | (3750 obr./min)                                 |
| W210.072 Sedan | W210 E60 AMG (1996-1998) | M 119.985 E63 [AMG] | 8/32v                                                       | 102,0 × 96,8 (mm)                    | 6292 ccm ³           | 11,0 : 1                                                                         | (298) kW / (405) KM (EU) | (5500)                                    | (616 Nm)                                                      | (3600 obr./min)                                 |
| R129 Roadster W124.036 Sedan R129 Roadster W124.036 Sedan W202.029 Sedan W140.050/051 Sedan R129 Roadster          | R129 500SL 6.0 AMG (1992-1993) W124 500E 6.0 AMG (1992-1993) W124 E 60 AMG (1993-1994) R129 SL 60 AMG (1993-1998) W124 Brabus 6.0 V8 (1992-1993) W124 Väth 6.0 (1991-1994) W202 Brabus C V8 6.0 (1995-2000) W140 Brabus 6.0 V8 (1992-1995) R129 Brabus 6.0 V8 (1992-1995) | M 119.974 E60 [AMG] M 119.974 E60 [AMG] M 119.972 E60[AMG] M 119.972 E60 [AMG] M 119.972 E60 [AMG] M 119.974 E60 [Brabus] M 119.974 E60 [Brabus] M 119.974 E60 [Brabus] M 119.974 E60 [Brabus] | 8/32v                                                       | 100,0 × 94,8 (mm)                    | 5956 cm ³            | 10,0 : 1 10,0 : 1 10,0 : 1 10,0 : 1 10,0 : 1 10,0 : 1 10,0 : 1 10,0 : 1 10,0 : 1 | (275) kW / (374) KM (EU) (280) kW / (381) KM (EU) (300) kW / (408) KM (EU) (280) kW / (381) KM (EU) (300) kW / (408) KM (EU) | (5250) (5600) (5500)                      | (550 Nm) (580 Nm) (620 Nm) (580 Nm) (620 Nm)                  | (4000 obr./min) (3750 obr./min)                 |
| W124.036 Sedan | W124 Carlsson CM 6.0 (1993-1995) | M 119.985 E61 [Carlsson] | 8/32v                                                       | 101,0 × 94,8 (mm)                    | 6076 cm ³            | 11,0 : 1                                                                         | (298) kW / (405) KM (EU) | (5500)                                    | (640 Nm)                                                      | (3600 obr./min)                                 |
| W210.072 Sedan | W210 Carlsson CM 6.0 (1996-2001) | M 119.974 E61 [Carlsson] | 8/32v                                                       | 101,0 × 94,8 (mm)                    | 6076 cm ³            | 11,0 : 1                                                                         | (298) kW / (405) KM (EU) | (5500)                                    | (640 Nm)                                                      | (3600 obr./min)                                 |
| W210.072 Sedan | W210 Carlsson CM 6.2 (1999-2001) | M 119.974 E62 [Carlsson] | 8/32v                                                       | 102,0 × 94,8 (mm)                    | 6194 cm ³            | 11,0 : 1                                                                         | (313) kW / (425) KM (EU) | (5600)                                    | (620 Nm)                                                      | (3700 obr./min)                                 |
| W124.036 Sedan W210.072 Sedan                                                                                      | W124 Brabus 6.5 V8 (1995) W210 Brabus 6.5 (1996-1999) | M 119.985 E65 [Brabus] | 8/32v                                                       | 101,0 × 100,0 (mm)                   | 6409 cm ³            | 11,0 : 1                                                                         | (331) kW / (450) KM (EU) | (5900)                                    | (662 Nm)                                                      | (3800 obr./min)                                 |
| R170 Roadster | R170 Brabus 6.5 V8 (1997-1999) | M 119.985 E65 [Brabus] | 8/32v                                                       | 101,0 × 100,0 (mm)                   | 6409 cm ³            | 11,0 : 1                                                                         | (331) kW / (450) KM (EU) | (5900)                                    | (662 Nm)                                                      | (3800 obr./min)                                 |

## Inne marki, które korzystały z silników M119 Mercedes-Benz
| Marka                             | Model / Rok produkcji       | Kod Silnika                    | Liczba cylindrów / zaworów | Średnica cylindra x skok tłoka (mm): | Pojemność skok. ccm³ | Stopień sprężania | Moc maksymalna (kW/KM)                                    | Uzyskiwana przy obrotach (obr./min) | Moment maksymalny (obr./min) | Uzyskiwany przy obrotach (obr./min) |
| Sauber Motorsport • Mercedes-Benz | 89-C9-A1 • C9 (1989-1990)   | M 119.985 HL E50 Twin-Turbo    | 8/32v                      | 96,5 × 85,0 (mm)                     | 4973 ccm ³           | 8,5 : 1           | (530) kW / (720) KM 1.6 bar • (589) kW / (800) KM 2.2 bar | (6500) • (7000)                     | (810 Nm) • (b.d.)            | (3500-5500 obr./min) • (b.d.)       |
| Sauber Motorsport • Mercedes-Benz | 90-C11-A2 • C11 (1990-1990) | M 119.985 HL E50 Twin-Turbo    | 8/32v                      | 96,5 × 85,0 (mm)                     | 4973 ccm ³           | 8,5 : 1           | (537) kW / (730) KM 1.6 bar • (699) kW / (950) KM 2.2 bar | (6500) • (7000)                     | (820 Nm) • (b.d.)            | (3500-6000 obr./min) • (b.d.)       |
| De La Chapelle                    | Parcours (1990-1990)        | M 119.985 E50                  | 8/32v                      | 96,5 × 85,0 (mm)                     | 4973 ccm ³           | 10,0 : 1          | (240) kW / (326) KM                                       | (5500)                              | (441 Nm)                     | (4000 obr./min)                     |
| Isdera                            | Imperator 108i (1991-1992)  | M 119.985 E50                  | 8/32v                      | 96,5 × 85,0 (mm)                     | 4973 ccm ³           | 10,0 : 1          | (240) kW / (326) KM                                       | (5700)                              | (450 Nm)                     | (4000 obr./min)                     |
| Isdera                            | Imperator 108i (1991-1992)  | M 119.985 E60 [AMG]            | 8/32v                      | 100,0 × 94,8 (mm)                    | 5956 ccm ³           | 10,0 : 1          | (301) kW / (410) KM                                       | (5500)                              | (570 Nm)                     | (4000 obr./min)                     |
| Koenig-Specials                   | R129 500SL 5.0K (1990-1992) | M 119.985 E50 Kompressor       | 8/32v                      | 96,5 × 85,0 (mm)                     | 4973 ccm ³           | 10,0 : 1          | (331) kW / (440) KM                                       | (5500)                              | (680 Nm)                     | (4000 obr./min)                     |
| Koenig-Specials                   | R129 500SL 6.0K (1992-1993) | M 119.985 E60 [AMG] Kompressor | 8/32v                      | 100,0 × 94,8 (mm)                    | 5956 ccm ³           | 9,0 : 1           | (382) kW / (520) KM                                       | (5800)                              | (770 Nm)                     | (4200 obr./min)                     |